# Distretto di San Pedro de Coris
Il distretto di San Pedro de Coris è uno degli undici distretti della  provincia di Churcampa, in Perù. Si trova nella regione di Huancavelica.